# Jakub Trzciński
Jakub a Canden Trzciński herbu Leliwa odmienna – sędzia chełmiński w latach 1662-1670, pisarz chełmiński w latach 1660-1662, ławnik chełmiński w 1660 roku.
Poseł sejmiku generalnego pruskiego na sejm zwyczajny 1654 roku, sejm 1661 roku, sejm 1662 roku, sejm 1664/1665 roku, sejm 1665 roku, oba sejmy 1666 roku, sejm nadzwyczajny 1668 roku, sejm nadzwyczajny abdykacyjny 1668 roku. Poseł na sejm nadzwyczajny 1670 roku z województwa chełmińskiego.